# Torre de computadora

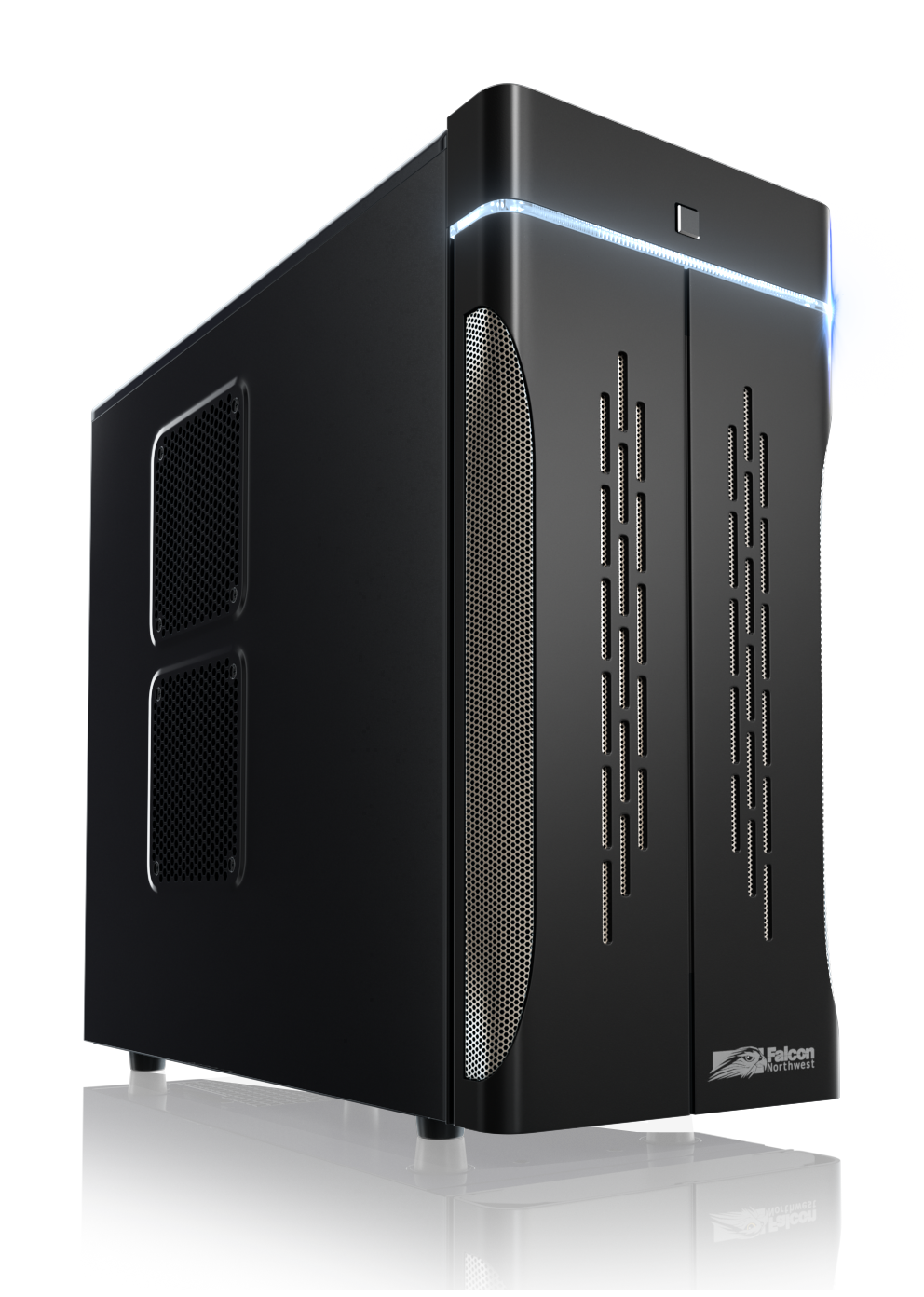
Una caja de computadora de torre media c. 2011.

En informática personal, una torre es una forma de computadora de escritorio cuya altura de caja es mucho mayor que su ancho, por lo que tiene la apariencia de estar de pie, a diferencia de una computadora de escritorio tradicional o «caja de pizza» cuyo ancho es mayor que su altura y aparece acostado. Aunque se puede colocar una caja de torre encima del escritorio junto con el monitor y otros periféricos, una configuración mucho más común es colocar la caja en el piso debajo del escritorio o en un compartimiento debajo del escritorio, para ahorrar espacio en el escritorio para otros elementos.
Se han establecido múltiples subclases del factor de forma de torre para diferenciar sus diferentes alturas, que incluyen torre completa, torre intermedia, midi-torre y minitorre; Sin embargo, estas clasificaciones están vagamente definidas y aplicadas de manera inconsistente por diferentes fabricantes. Los sistemas informáticos alojados en el factor de forma horizontal, una vez popularizados por la IBM PC en la década de 1980 pero que dejaron de usarse masivamente desde la década de 1990, se les ha dado el término escritorios, para contrastarlos con las torres generalmente ubicadas en el piso.

## Subclases
Los gabinetes de torre a menudo se clasifican como minitorre, midi-torre, torre media o torre completa . Los términos son subjetivos y están definidos de manera inconsistente por diferentes fabricantes.

### Torre completa

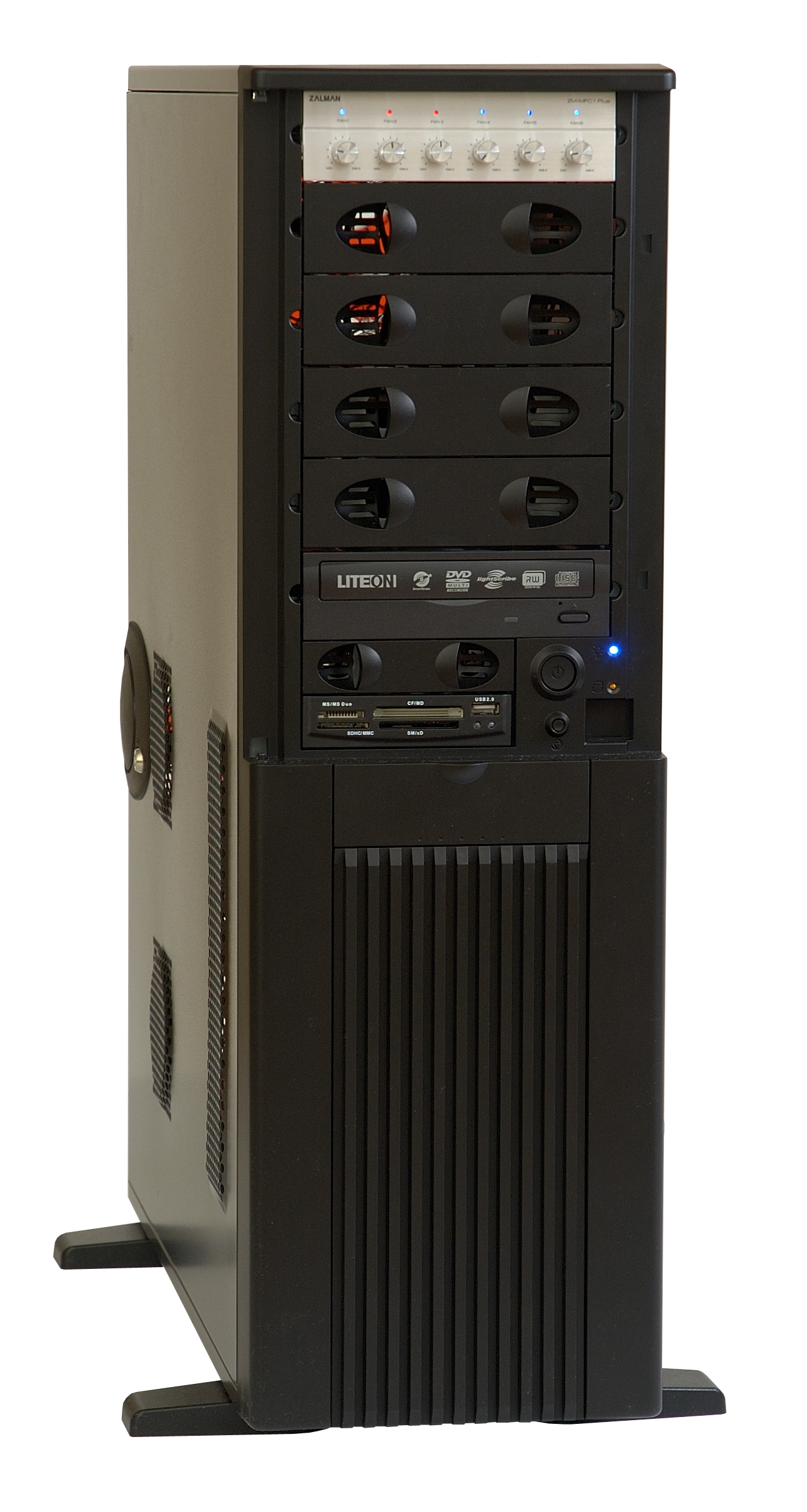
Una caja de computadora de torre completa c. 2010.

Gabinetes de torre completa, típicamente de 20 pulgadas (50,8 cm) o más de altura, están diseñados para una máxima escalabilidad. Para los entusiastas de la modificación de carcasas y aquellos que desean jugar los videojuegos técnicamente más desafiantes, la carcasa de torre completa también es una carcasa ideal debido a su capacidad para adaptarse a amplias configuraciones de refrigeración por agua y ventiladores de carcasa más grandes. Tradicionalmente, los sistemas de torre completa tenían entre cuatro y seis bahías para unidades de 5,25 pulgadas de altura media accesibles desde el exterior y hasta diez bahías para unidades de 3,5 pulgadas . : 138 Algunos gabinetes de torre completa incluían puertas laterales con cerradura y otras características de seguridad física para evitar el robo de los discos dentro de esas bahías. Sin embargo, a medida que la tecnología informática se ha alejado de las unidades de disco extraíbles físicas hacia los medios extraíbles de estado sólido, como las unidades flash USB, así como los discos fijos de mayor capacidad y el almacenamiento en nube, tal abundancia de bahías para unidades es menos común. En cambio, las cajas de torre completa más recientes solo tienen una o dos (o ninguna) bahías para unidades externas, con las bahías internas movidas a otra parte de la caja para mejorar el flujo de aire.
Los gabinetes de torre completa se adaptan fácilmente a las placas base ATX de tamaño completo, pero también pueden acomodar placas microATX más pequeñas debido a la interoperabilidad del estándar anterior en los orificios de montaje. Los gabinetes de torre completa también pueden tener una mayor profundidad y longitud dimensional en comparación con sus contrapartes más cortas, lo que les permite acomodar placas base ATX extendidas. Desde la década de 2010, los entusiastas suelen utilizar gabinetes de torre completa como vitrinas de exhibición con refrigeración por agua personalizada, iluminación LED RGB y vidrio templado o acrílico. También pueden contener dos placas base (como es el caso del Corsair 1000D) y fuentes de alimentación duales (Corsair 900D).

### Media torre
Gabinetes de media torre, por lo general entre 16 pulgadas (40,6 cm) y 20 pulgadas (50,8 cm) de altura, son el factor de forma más común de las torres de computadoras. Antes de finales de la década de 2010, las torres intermedias contenían entre tres y cuatro bahías para unidades de 5,25 pulgadas y una cantidad equivalente de bahías para unidades de 3,5 pulgadas, mientras dejaban el espacio suficiente para una placa base ATX y fuentes de alimentación estándar. Dado que la cantidad de bahías para unidades se ha vuelto menos preocupante para el usuario de computadoras contemporáneo, las torres medianas ahora ofrecen espacio adecuado para enfriadores de agua de circuito cerrado, tarjetas gráficas duales y numerosas unidades de estado sólido, que ocupan mucho menos espacio que sus contrapartes giratorias de disco duro.

### Midi-torre
El término de marketing midi-torre a veces se refiere a gabinetes más pequeños que una torre intermedia pero más grandes que una minitorre (ver a continuación ), generalmente con dos o tres bahías externas. Otras veces, el término puede ser sinónimo de mid-tower .

### Minitorre
Cajas minitorre, entre 12 pulgadas (30,5 cm) y 16 pulgadas (40,6 cm) de altura, ranura entre la especificación Mini-ITX para PC de factor de forma pequeño y la torre media arquetípica. Las minitorres generalmente solo acomodarán placas base microATX y, por esta razón, se venderán en menor cantidad en el mercado de consumo que las otras clases de torres de computadora. : 94–95 Tradicionalmente, las minitorres tenían solo una o dos bahías para unidades de disco (ya sea de 5,25 pulgadas o de 3,5 pulgadas).

## Historia

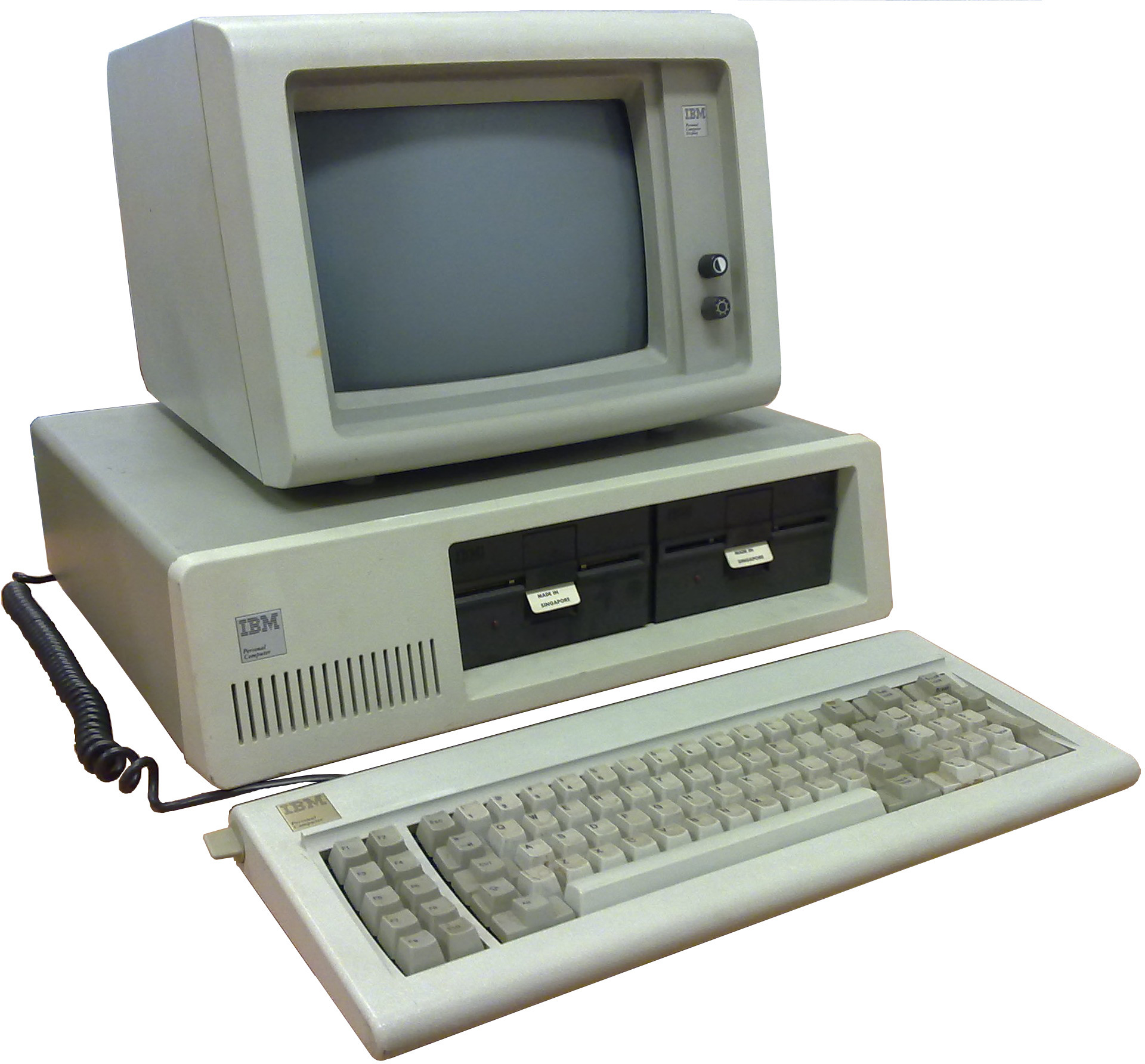
La unidad del sistema configurada horizontalmente de la IBM PC original estableció un estándar de facto para la configuración física de las computadoras personales desde principios de la década de 1980 hasta mediados de la de 1990.

El factor de forma de torre puede verse como una miniaturización proporcional de las computadoras centrales y las minicomputadoras, algunas de las cuales comprenden gabinetes altos y masivos que se elevan casi hasta el techo. En el advenimiento de la era de las microcomputadoras, la mayoría de los sistemas se configuraron con el teclado integrado en el mismo chasis en el que reside la placa de circuito del sistema principal. Tales computadoras también se denominaron computadoras domésticas y contaron con sistemas tan populares como Apple II, TRS-80, VIC-20 y Commodore 64, entre otros. En 1981, IBM presentó IBM Personal Computer, un sistema que tuvo una adopción generalizada tanto en empresas como en negocios domésticos en un par de años y estableció un nuevo estándar de facto para la configuración física de las microcomputadoras. La PC de IBM y los sucesores alojaron la placa del sistema y las tarjetas de expansión en una unidad horizontal separada, con el teclado generalmente al frente y el monitor CRT prescrito descansando sobre la unidad del sistema; la parte frontal de la unidad del sistema alberga una o más unidades de disco.
En 1982, NCR presentó la serie Tower de computadoras de estación de trabajo, llamada así por su configuración alta y vertical, destinada a guardarse debajo de un escritorio. El primero, el Tower 1632, mide 29 pulgadas de alto y cuenta con un microprocesador Motorola 68000 . Con un costo de más de $ 12,500, el 1632 está diseñado para ejecutar Unix y admite hasta 16 usuarios en red simultáneos. NCR continuó agregando a la línea Tower hasta fines de la década de 1980.
En 1983, Tandy Corporation ofreció su Tandy 2000 con un soporte de piso opcional, girando la caja de escritorio normalmente horizontal de lado y permitiendo que se esconda debajo del escritorio; la insignia cuadrada en el Tandy 2000 se puede quitar y girar en posición vertical a su vez. IBM hizo lo mismo con su PC/AT en 1984, que incluía un "gabinete de pie" opcional por $165. De los tres participantes iniciales en la línea de PC RT de la compañía en 1986, dos eran unidades de torre, mientras que el otro era una caja horizontal tradicional como el AT y las PC anteriores.

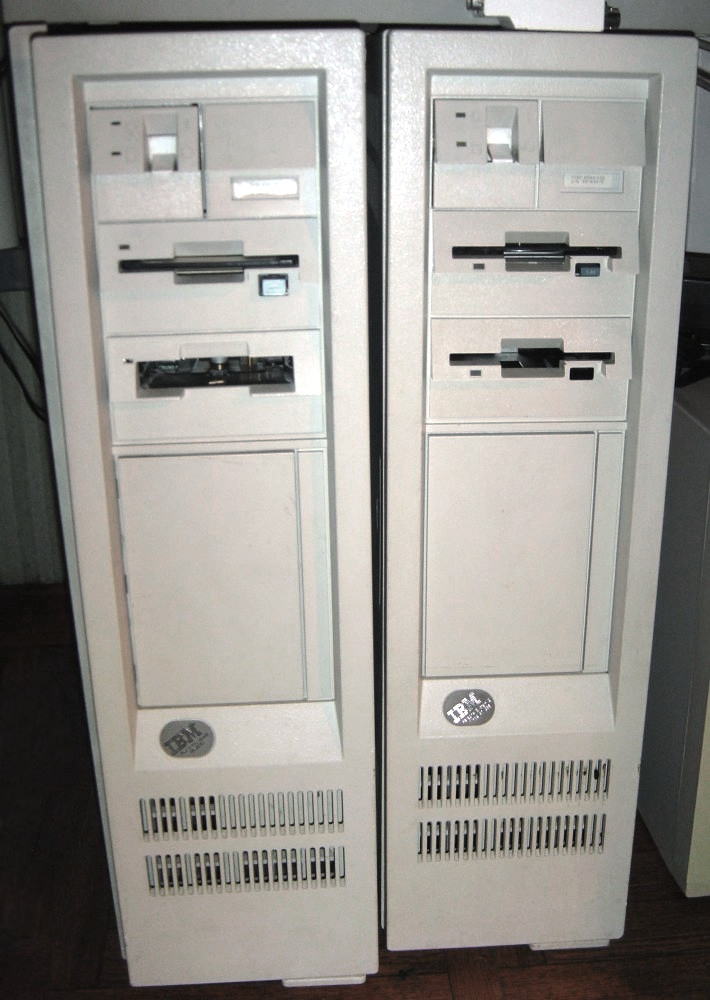
Un IBM PS/2 Modelo 60 (izquierda) y un PS/2 Modelo 80 (derecha) uno al lado del otro. Estos modelos fueron las primeras PC basadas en Intel de IBM construidas en un factor de forma de torre.

En 1987, IBM presentó el PS/2 Modelo 60, una entrada inicial en la línea de computadoras personales Personal System/2 de la compañía. Fue la primera PC basada en Intel de IBM integrada completamente en una caja de torre. El PS/2 Model 60 era comparable en especificaciones técnicas a su hermano, el PS/2 Model 50, que lucía un factor de forma de escritorio horizontal. Mientras que el Modelo 50 tenía solo cuatro ranuras de expansión y tres bahías para unidades, el Modelo 60 presentaba ocho ranuras de expansión y cuatro bahías para unidades. Debido al mayor potencial de conectividad y multitarea de este último, los periodistas de tecnología imaginaron el modelo PS/2 60 como una máquina multiusuario, aunque los sistemas operativos multiusuario compatibles con el procesador 80286 de los modelos 50 y 60 eran difíciles de conseguir en 1987. IBM siguió con el PS/2 Modelo 80 basado en torre más tarde ese año, su primera PC con un procesador i386 .

Según The New York Times en 1988, los modelos PS/2 60 y 80 iniciaron la tendencia de los fabricantes de computadoras que ofrecen PC compatibles en factores de forma de torre opcionales:
Una tendencia contraria es sacar las PC del escritorio y ponerlas en el piso. IBM comenzó con la configuración de torre para sus modelos PS/2 60 y 80, y al menos una docena de empresas mostraban PC de pie en Comdex . Liberados de la necesidad de caber en un escritorio, algunos de los modelos de torre en realidad se están haciendo más grandes para acomodar unidades de disco grandes, una variedad de unidades de disquete y dispositivos de copia de seguridad, y espacio para hasta una docena de ranuras para tarjetas enchufables.
Los soportes de piso del mercado de accesorios, que permiten que las computadoras de escritorio horizontales existentes se almacenen en posición vertical en el piso, fueron vendidos a fines de la década de 1980 por compañías como Curtis Computer Products . Al recomendar estos equipos en The Washington Post en 1989, Brit Hume llamó a la torre la mejor configuración para la ergonomía y señaló que, "Contrariamente al mito popular, estar de pie verticalmente no dañará la computadora ni desechará las unidades de disco".
La transición en el dominio de las computadoras de escritorio horizontales a las torres se completó en su mayoría en 1994, según un artículo de la época en PC Week . Desde entonces, los gabinetes de computadora o los sistemas preconstruidos que se ofrecen en el factor de forma horizontal tradicional se han categorizado por separado como escritorios, para contrastarlos con las torres generalmente ubicadas en el piso.
Brian Benchoff de Hackaday argumentó que la popularidad de Macintosh Quadra 700 fue el punto de inflexión para que los fabricantes de computadoras pasaran en masa al factor de forma de torre. El factor de forma de torre de la Quadra 700 fue por necesidad: los periféricos comunes de la Quadra eran los monitores CRT en color relativamente extremadamente pesados ofrecidos por Apple (aquellos cuyas pantallas medían 20 pulgadas o más en diagonal podían pesar 80 libras o más) favorecidas por la industria de autoedición durante la década de 1990. Dichos monitores amenazaban con aplastar los marcos de plástico de Macintosh IIcx y Macintosh IIci ; los clientes podrían haber tenido la tentación de colocar monitores tan pesados encima del IIcx y el IIci debido a su factor de forma horizontal.